# Ахмеров Ільдар Фердинандович
Ільдар Фердинандович Ахмеров (нар. 7 серпня 1965) — російський воєначальник. Начальник штабу — перший заступник командувача Чорноморського флоту ВМФ Російської Федерації з 2024 року, віцеадмірал (2024).

## Біографія
Народився 7 серпня 1965 року у Казані.
Закінчив Тихоокеанське вище військово-морське училище імені С. О. Макарова (1982—1987), Військово-морську академію імені Адмірала Флота Радянського Союзу М. Г. Кузнецова (2001—2003), Військову академію Генерального штабу Збройних сил РФ (2012—2013).
Службу проходив командиром групи бойової частини управління сторожового корабля «Сторожовий» (1987—1994), командиром радіотехнічної бойової частини великого протичовнового корабля «Адмірал Трибуц» (1994—1997), старшим помічником командира великого протичовнового корабля «Адмірал Пантелеєв» (1997—2001), командиром великого протичовнового корабля «Адмірал Виноградов» (з 2003 року), начальником штабу (до 2008 року) та командиром (2008—2011) 44-ї бригади протичовнових кораблів, заступником командувача Приморської флотилії різнорідних сил Тихоокеанського флоту (2011—2012), начальником штабу (2013—2014) та командувачем (2014—2015) Каспійською флотилією, начальником штабу — першим заступником командувача Кольської флотилії різнорідних сил Північного флоту (з травня 2015).
18 лютого 2021 року присвоєно військове звання контрадмірал.
Станом на 2023 рік — заступник командувача Чорноморським флотом, з 2024 — начальник штабу — перший заступник командувача Чорноморським флотом.
9 грудня 2024 року присвоєно військове звання віцеадмірал.

## Особисте життя
Одружений, має двох доньок.

## Нагороди
- Орден «За заслуги перед Вітчизною» IV ступеня (7.02.2010)[5],
- Орден «За військові заслуги»,
- Орден «За морські заслуги»,
- Медалі СРСР та РФ.